# 경매

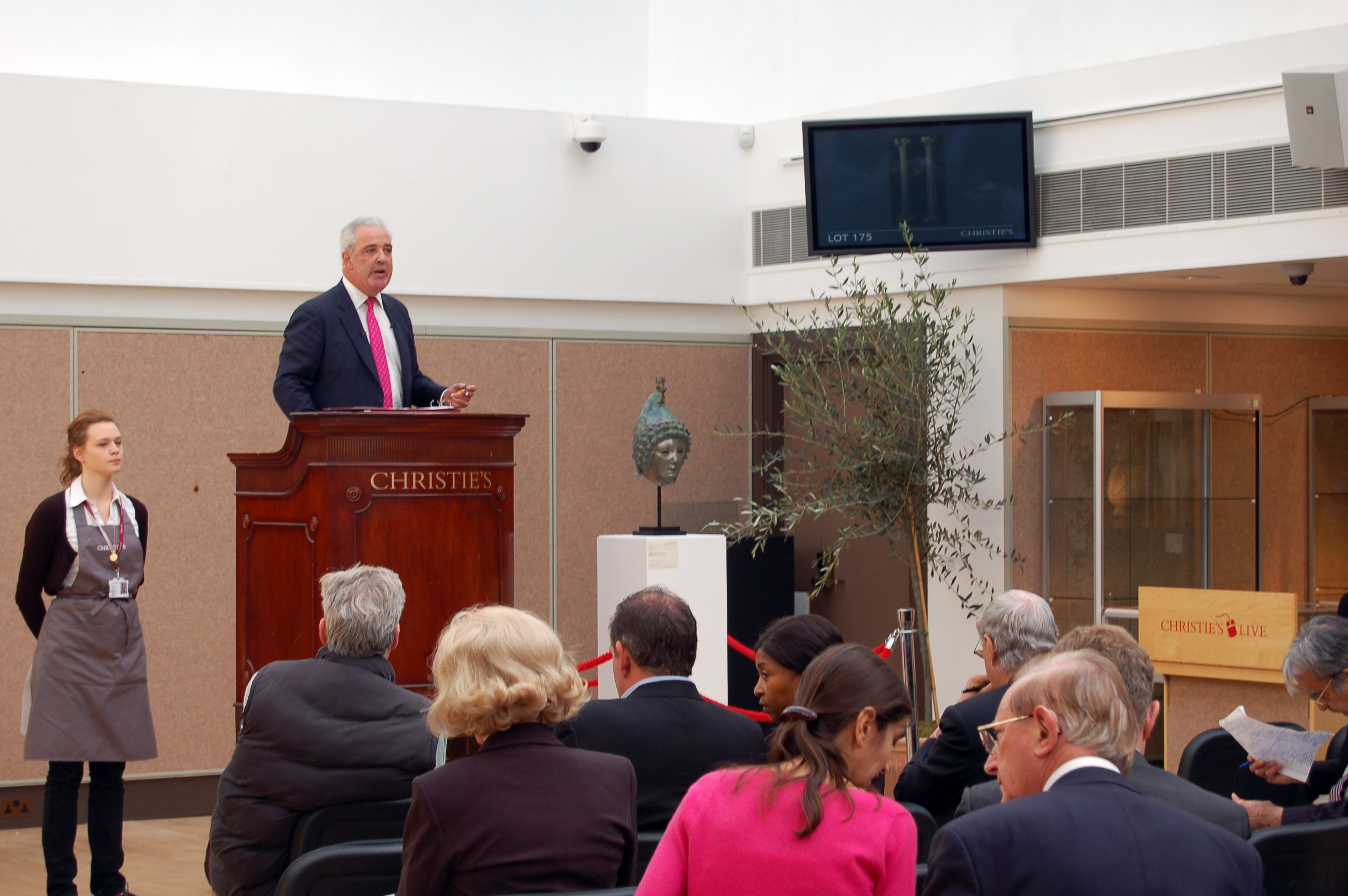

경매(競賣, auction)는 어떠한 장소에 나온 물품을 가장 좋은 구입 조건을 제시한 입찰 희망자에게 매각하는 절차를 말한다. 보통 가격을 정하기 어렵거나 가격의 변동이 있는 상품의 가격을 정할 때 사용된다. 일반적으로 구매자와 판매자 사이에서 값을 불러 가장 높은 가격을 부른 구매자에게 판매하는 형태로 진행되지만, 이 밖에도 여러 조건을 판매자측이 제시하는 경우도 있는데 이를 조건 경매라고 한다.

## 기업
소더비즈, 크리스티즈, 본함스 등이 주요 경매 회사이다. 인터넷 보급 이후로는 이베이, 옥션처럼 인터넷을 통한 경매가 널리 이용되고 있다. 현재 세계 최대의 온라인 경매 사이트는 중국의 알리바바닷컴이다.

## 경제학 모델
경매는 경제학 이론 및 게임이론에서 많이 사용되는 모델이기도 하다. 이 중 공통가치경매(common value auction)란 경매물건의 가치가 경매참가자 모두에게 동일하지만 각 참가자는 그 가치를 정확히 모르고 각자가 가진 정보에 입각해서 그 가치를 추정하는 경매를 말한다. 승자의 저주는 이러한 공통가치경매에서 생기는 결과 중 하나이다.

## 법률
부동산을 비롯하여 상품이라면 무엇이건 경매의 대상이 될 수 있다. 법률상으로는 다음과 같은 경매와 관련된 조항들이 존재한다.

### 민법·상법 그 밖의 법률의 규정에 의한 경매
1. 공유물 분할을 위한 경매：민법 제269조 제2항
2. 자조매각：민법 제490조, 상법 제67조
3. 단주의 경매：상법 제443조 제1항
4. 타인의 권리를 상실시키는 경매：상법 제757조 제1항
5. 청산을 위한 경매：민법 제1037조

### 사례
甲이 상시 고용근로자 수 60명인 개인회사를 운영하고 있었는데 직원들의 임금 및 퇴직금을 임금을 지불하지 않은 경우, 甲소유의 유일한 재산인 부동산이 경매처분하고 하여 직원들의 배당요구에 맞추어 배당을 할 수 있다.

### 판례
배당요구 채권자는 경락기일까지 배당요구를 한 경우에 한하여 비로소 배당을 받을 수 있고 적법한 배당요구를 하지 아니한 경우에는 임금채권과 같이 실체법상 우선변제청구권이 있는 채권자라 하더라도 그 경락대금으로부터 배당을 받을 수는 없을 것이다

## 같이 보기
- 온라인 경매
- 공매